# Офіційні візити Президента Петра Порошенка 2015
Це список офіційних закордонних візитів та вітчизняних робочих поїздок, зроблених 5-им Президентом України Петром Порошенком у 2015 році — другому році його президентства.
Список не включає поїздки, зроблені в межах міста Києва, де безпосередньо розташована резиденція Президента та його адміністрація, а також в аеропорт «Бориспіль», що знаходиться в Київській області.
| Закордонні візити Президента Петра Порошенка |
| Карта із зазначенням країн, відвіданих Президентом Петром Порошенком. Україна 7 чи більше 6 візитів 5 візитів 4 візити 3 візити 2 візити 1 візит |

| Вітчизняні візити Президента Петра Порошенка |
| Карта із зазначенням областей України, відвіданих Президентом Петром Порошенком. місто Київ 10 чи більше візитів 7-9 візити 4-6 візитів 2-3 візити 1 візит |

## Січень
| Дата        | Країна чи область України | Місце                        | Деталі |
| ----------- | ------------------------- | ---------------------------- | --- |
| 5 січня     | Житомирська область       | Озерне                       | Президент Петро Порошенко відвідав військово-повітряну базу в смт Озерне де передав армій військову техніку та озброєння, вручив державні нагороди військовослужбовцям. |
| 7 січня     | Івано-Франківська область | Манява, Богородчани, Дзвиняч | Президент Петро Порошенко взяв участь у різдвяному Богослужінні у Манявському Хресто-Воздвиженському чоловічому монастирі та відвідав родини війсковослужбовця та переселенців з Донбасу. |
| 11—12 січня | Франція                   | Париж                        | Президент Петро Порошенко взяв участь у Марші солідарності із жертвами терористичних актів 7 та 9 січня, провів тристоронню зустріч із Президентом Франції Франсуа Олландом та Федеральним канцлером Німеччини Ангелою Меркель. |
| 19—21 січня | Швейцарія                 | Цюрих, Давос                 | Президент Петро Порошенко виступив з лекцією в рамках Special Churchill Lecture 2015 в Інституті Європи при Цюрихському Університеті та зробив промову в рамках спеціальної дискусії «Майбутнє України» на засіданні Всесвітнього економічного форуму у Давосі. Через загострення ситуації на Донбасі Президент Порошенко достроково завершив подорож. |
| 24 січня    | Саудівська Аравія         | Ер-Ріяд                      | Президент Петро Порошенко взяв участь в Церемонії прощання з покійним Королем Саудівської Аравії Абдаллою бен Абдель Азіз Аль Саудом. |
| 27 січня    | Польща                    | Освенцим, Краків             | Президент Петро Порошенко взяв участь у заходах з нагоди вшанування 70-ї річниці звільнення концтабору Аушвіц-Біркенау. |

## Лютий
| Дата         | Країна чи область України | Місце         | Деталі |
| ------------ | ------------------------- | ------------- | --- |
| 3 лютого     | Харківська область        | Харків        | Президент Петро Порошенко представив нового голову Харківської ОДА Ігоря Райніна та відвідав Військово-медичний клінічний центр Північного регіону. |
| 7 лютого     | Німеччина                 | Мюнхен        | Президент Петро Порошенко взяв участь у роботі Мюнхенської конференції з безпеки, зустрівся з представниками української діаспори в Мюнхені. |
| 11 лютого    | Донецька область          | Краматорськ   | Президент Петро Порошенко оглянув місце ракетного обстрілу Краматорсьска та відвідав поранених. |
| 11—12 лютого | Білорусь                  | Мінськ        | Президент Петро Порошенко взяв участь у переговорах у нормандському форматі щодо врегулювання збройного конфлікту на сході України. |
| 12 лютого    | Бельгія                   | Брюссель      | Президент Петро Порошенко взяв участь у засіданні Європейської Ради за запрошенням її Президента Дональда Туска, провів зустрічі з Президентом Єврокомісії Жаном-Клодом Юнкером, Прем'єр-міністром Великої Британії Девідом Камероном.                                    |
| 13 лютого    | Київська область          | Нові Петрівці | Президент Петро Порошенко відвідав навчальний центр Національної гвардії України в Нових Петрівцях та вручив державні нагороди військовослужбовцям. |
| 18 лютого    | Донецька область          | Артемівськ    | Президент Петро Порошенко відвідав розташування українських військових, передислокованих з Дебальцевого, та вручив державні нагороди військовим. |
| 21 лютого    | Запорізька область        | Запоріжжя     | Президент Петро Порошенкко відвідав поранених військовослужбовців, які перебувають у Військовому госпіталі у Запоріжжі та поклав квіти до пам'ятного знака подвигу учасників Революції Гідності та Героїв Небесної Сотні.                                                 |
| 23—24 лютого | ОАЕ                       | Абу-Дабі      | Президент Петро Порошенко відвідав виставку IDEX-2015, зустрівся з Прем'єр-міністром ОАЕ Мохаммедом бін Рашид аль-Мактумом. |
| 28 лютого    | Вінницька область         | Вінниця       | Президент Петро Порошенко представив нового голову Вінницької ОДА Валерія Коровія, відвідав поранених військових у Військово-медичному клінічному центрі Центрального регіону, виступив з промовою перед студентами та викладачами Донецького національного університету. |

## Березень
| Дата          | Країна чи область України | Місце           | Деталі |
| ------------- | ------------------------- | --------------- | --- |
| 6 березня     | Хмельницька область       | Хмельницький    | Президент Петро Порошенко представив нового голову Хмельницької ОДА Михайла Загородного, відвідав Національну академію Державної прикордонної служби України ім. Б. Хмельницького та вручив державні нагороди воїнам-прикордонникам. |
| 15—16 березня | Німеччина                 | Берлін, Дрезден | Президент Петро Порошенко зустрівся з українською громадою в Дрездені та відвідав українського військового, що перебуває на реабілітації. Також Президент провів зустрічі з Президентом Німеччини Йоахімом Гауком, Федеральним канцлером Ангелою Меркель та Головою Бундестагу Норбертом Ламмертом.                                                           |
| 26 березня    | Харківська область        | Харків          | Президент Петро Порошенко відвідав Національну академію Національної гвардії України, виступив із лекцією в Харківському національному університеті ім. В. Н. Каразіна. |
| 26 березня    | Дніпропетровська область  | Дніпропетровськ | Президент Петро Порошенко представив нового голову Дніпропетровської ОДА Валентина Резніченко, поклав квіти до пам'ятного каменя Героям Небесної сотні. |
| 31 березня    | Чернігівська область      | Чернігів        | Президент Петро Порошенко представив нового голову Чернігівської ОДА Валерія Куліча, відвідав військовий госпіталь, де вручив нагороди військовослужбовцям, зустрівся зі студентами та викладачами [[Чернігівський національний педагогічний університет імені Тараса Шевченка\|Чернігівського національного педагогічного університету ім. Т. Г. Шевченка]]. |

## Квітень
| Дата      | Країна чи область України | Місце               | Деталі |
| --------- | ------------------------- | ------------------- | --- |
| 2 квітня  | Тернопільська область     | Тернопіль           | Президент Петро Порошенко представив нового голову Тернопільської ОДА Степана Барну, виступив у [[Тернопільський національний педагогічний університет імені Володимира Гнатюка\|Тернопільському педагогічному університеті ім. Володимира Гнатюка]], відвідав родину військовослужбовця Дмитра Мерзлікіна.                                                                    |
| 4 квітня  | Київська область          | Нові Петрівці       | Президент Петро Порошенко відвідав Навчальний центр Національної гвардії України в Нових Петрівцях, щоб оглянути та випробувати зразки військової техніки. |
| 10 квітня | Одеська область           | Одеса               | Президент Петро Порошенко вшанував 71-у річницю визволення Одеси від нацистської окупації, поклавши квіти до пам'ятника Невідомому матросу в парку ім. Тараса Шевченка, побував на облавку флагмана ВМС України фрегата «Гетьман Сагайдачний», відвідав Одеський державний університет внутрішніх справ, де анонсував створення Національної поліції.                          |
| 20 квітня | Львівська область         | Старичі             | Президент Петро Порошенко взяв участь в урочистих заходах з нагоди початку українсько-американських військових навчань «Фіарлес Гардіан — 2015» у Міжнародному центрі миротворчості та безпеки Академії сухопутних військ ім. гетьмана Петра Сагайдачного. |
| 21 квітня | Швейцарія                 | Женева, Лозанна     | Президент Петро Порошенко зустрівся з Президентом Міжнародного комітету Червоного Хреста Петером Маурером, Президентом Міжнародного олімпійського комітету Томасом Бахом. |
| 22 квітня | Франція                   | Париж               | Президент Петро Порошенко зустрівся з Президентом Франсуа Олландом, Головою Сенату Жераром Ларше, Спікером Національних зборів Клодом Бартолоном, виступив на засіданні Ради Організації економічного співробітництва та розвитку (ОЕСР) та провів зустріч з Генеральним секретарем ОЕСР Хосе Анхелем Гурріа. Також Президент зустрівся з представниками української діаспори. |
| 25 квітня | Миколаївська область      | Березанка, Миколаїв | Президент Петро Порошенко відвідав загальновійськовий полігон «Широкий Лан» під час тактичних навчань Збройних сил України. Також Президент провів зустріч з ветеранами Другої світової війни, учасниками антитерористичної операції й волонтерами та вручив їм нагороди. |
| 26 квітня | Київська область          | Прип'ять            | На вшанування роковин Чорнобильської катастрофи, Президент Петро Поршенко відвідав Чорнобильську АЕС, поклав квіти до пам'ятника ліквідаторам аварії, оглянув об'єкт «Укриття» та будівництво нового саркофагу. |

## Травень
| Дата         | Країна чи область України | Місце                   | Деталі |
| ------------ | ------------------------- | ----------------------- | --- |
| 7 травня     | Польща                    | Ґданськ                 | Президент Петро Порошенко взяв участь у тристоронній зустрічі з Президентом Польщі Броніславом Коморовським і Генеральним секретарем ООН Бан Кі-муном, виступив на панельній дискусії «Наслідки Другої світової війни через 70 років», вшанував пам'ять загиблих у Другій світовій війні під час церемонії в меморіальному комплексі «Пам'ятник Героям Вестерплятте». |
| 11 травня    | Чернігівська область      | Десна                   | Президент Петро Порошенко відвідав навчальний центр Збройних сил України «Десна», де пройшли випробування зразки новітньої вітчизняної зброї. |
| 13—14 травня | Німеччина                 | Аахен, Берлін           | Президент Петро Поршенко зустрівся з Федеральним канцлером Німеччини Ангелою Меркель, Президентом Франції Франсуа Олландом, Головою Європейської Ради Дональдом Туском, Президентом Єврокомісії Жаном-Клодом Юнкером, іншими європейськими лідерами, представниками української діаспори, відвідав церемонію вручення Міжнародної премія імені Карла Великого.        |
| 21—22 травня | Латвія                    | Рига                    | Президент Петро Порошенко взяв участь у саміті «Східного партнерства», провів зустрічі з Прем'єр-міністром Великої Британії Девідом Камероном, Федеральним канцлером Німеччини Ангелою Меркель, Президентом Франції Франсуа Олландом та іншими європейськими лідерами. Також Президент зустрівся з представниками української діаспори.                               |
| 29 травня    | Донецька область          | Краматорськ, Слов'янськ | Президент Петро Порошенко взяв участь у святі останнього дзвінка у Слов'янській загальноосвітній школі, відвідав Краматорський завод важкого верстатобудування, зустрівся з військовими 92-ї окремої механізованої бригади оперативного командування «Схід» Сухопутних військ Збройних сил України.                                                                   |
| 30 травня    | Одеська область           | Одеса                   | Президент Петро Порошенко представив нового голову Одеської ОДА Михеїла Саакашвілі. |

## Червень
| Дата      | Країна чи область України | Місце     | Деталі |
| --------- | ------------------------- | --------- | --- |
| 11 червня | Донецька область          | Маріуполь | Президент Петро Порошенко оглянув будівництво фортифікаційних споруд біля Маріуполя, поклав квіти до пам'ятного знаку мирним мешканцям Маріуполя, що загинули внаслідок обстрілів, представив нового голову Донецької ОДА Павла Жебрівського, відвідав Маріупольський державний університет. |

## Липень
| Дата     | Країна чи область України | Місце                    | Деталі |
| -------- | ------------------------- | ------------------------ | --- |
| 2 липня  | Львівська область         | Львів                    | Президент Петро Порошенко взяв участь у церемонії присудження звання почесного доктора Львівського національного університету імені Івана Франка Президенту Польщі Броніславу Коморовському, провів зустрічі з Броніславом Коморовським, Президентом Міжнародної шахової федерації Кірсаном Ілюмжиновим. |
| 8 липня  | Одеська область           | Одеса                    | Президент Петро Порошенко провів розширену нараду з головами обласних і Київської міської державних адміністрацій. |
| 15 липня | Закарпатська область      | Ужгород, Мукачеве        | Президент Петро Порошенко представив нового голову Закарпатської ОДА Геннадія Москаля та провів нараду з керівниками правоохоронних органів Закарпаття. |
| 15 липня | Львівська область         | Львів                    | Президент Петро Поршенко відвідав у лікарні міліціонерів, поранених внаслідок вибухів. |
| 17 липня | Дніпропетровська область  | Кривий Ріг               | Президент Петро Порошенко відвідав металургійний комбінат «АрселорМіттал Кривий Ріг», де зустрівся з його власником Лакшмі Мітталом, провів нараду з керівниками правоохоронних органів південних і східних областей.                                                                                    |
| 21 липня | Миколаївська область      | Березанка, Бузький лиман | Президент Петро Порошенко спостерігав за ходом тактичних навчань Військово-Морських Сил України, відвідав загальновійськовий полігон «Широкий Лан». |
| 22 липня | Луганська область         | Сєвєродонецьк            | Президент Петро Порошенко представив нового голову Луганської ОДА Георгія Туку, взяв участь у церемонії відкриття пам'ятника генерал-майору Національної гвардії України Олександру Радієвському. |
| 29 липня | Львівська область         | Львів                    | Президент Петро Порошенко взяв участь в урочистих заходах з нагоди 150-річчя від дня народження митрополита Української греко-католицької церкви Андрея Шептицького. |

## Серпень
| Дата      | Країна чи область України | Місце                      | Деталі |
| --------- | ------------------------- | -------------------------- | --- |
| 2 серпня  | Донецька область          | Слов'янськ                 | Президент Петро Порошенко вручив високі державні нагороди воїнам-десантникам до Дня високомобільних десантних військ. |
| 22 серпня | Харківська область        | Чугуїв, Клугино-Башкирівка | Президент Петро Порошенко взяв участь у передачі військової техніки і озброєння та споглядав за бойовими стрільбами, вручив державні нагороди військовослужбовцям. |
| 24 серпня | Німеччина                 | Берлін                     | Президент Петро Порошенко зустрівся з Президентом Німеччини Йоахімом Ґауком, взяв участь у тристоронній зустрічі з Федеральним канцлером Німеччини Анґелою Меркель та Президентом Франції Франсуа Олландом з приводу імплементації пунктів Мінської угоди, відвідав поранених українських військових, що лікуються в німецькому шпиталі, відвідав музей Чекпойнт-Чарлі. |
| 25 серпня | Одеська область           | Одеса                      | Президент Петро Порошенко взяв участь у церемонії складання присяги одеськими патрульними поліцейськими, відвідав Одеський прикордонний загін, де присвоїв військові звання та вручив подарунки військовослужбовцям. |
| 27 серпня | Бельгія                   | Брюсель                    | Президент Петро Порошенко зустрівся з Президентом Європейської комісії Жаном-Клодом Юнкером, Головою Європейської ради Дональдом Туском, Верховним представником Європейського Союзу з питань закордонних справ і політики безпеки Федерікою Моґеріні, Прем'єр-міністром Бельгії Шарлем Мішелем.                                                                        |

## Вересень
| Дата          | Країна чи область України | Місце          | Деталі |
| ------------- | ------------------------- | -------------- | --- |
| 21 вересня    | Львівська область         | Львів, Старичі | Президент Петро Порошенко разом з Генеральним секретарем НАТО Єнсом Столтенбергом взяв участь в церемонії відкриття спільних міжнародних навчань ДСНС України та НАТО в рамках програми «Партнерство заради миру», відвідав Академію сухопутних військ імені гетьмана Петра Сагайдачного. |
| 27—29 вересня | США                       | Нью-Йорк       | Президент Петро Порошенко виступив з промовами на загальних дебатах Генеральної асамблеї ООН, в Колумбійському університеті, на саміті з питань миротворчості, на саміті з питань сталого розвитку, взяв участь у конференції «Глобальна ініціатива Клінтона», поклав квіти до Меморіалу пам’яті загиблих під час терористичних атак 11 вересня 2001 року; зустрівся з Президентом США Бараком Обамою, Прем'єр-міністром Великої Британії Девідом Кемероном, Федеральним канцлером Німеччини Ангелою Меркель, Президентом Польщі Анджеєм Дудою, з іншими світовими лідерами, з делегаціями країн-учасниць Спільної групи з розслідування авіакатастрофи літака рейсу МН17, з представниками української діаспори США. |

## Жовтень
| Дата         | Країна чи область України | Місце                            | Деталі |
| ------------ | ------------------------- | -------------------------------- | --- |
| 2 жовтня     | Франція                   | Париж                            | Зустріч нормандської четвірки на вищому рівні. |
| 8—9 жовтня   | Казахстан                 | Астана                           | Президент Петро Порошенко зустрівся з Президентом Нурсултаном Назарбаєвим, Прем'єр-міністром Карімом Масімовим, взяв участь у роботі українсько-казахстанського бізнес форуму. |
| 13 жовтня    | Луганська область         | Кремінна, Сєверодонецьк          | Президент Петро Порошенко відвідав Луганський обласний ліцей «Кадетський корпус імені Молодої гвардії», вручив державні нагороди військовослужбовцям. |
| 13 жовтня    | Дніпропетровська область  | Дніпропетровськ                  | Президент Петро Порошенко відвідав базу Оперативного командування «Схід», вручив ордери на житло родинам військовослужбовців. |
| 14 жовтня    | Запорізька область        | Запоріжжя                        | Президент Петро Порошенко взяв участь у випробуванні модернізованого винищувача Су-27 та у церемонії складання присяги ліцеїстами на острові Хортиця. |
| 16 жовтня    | Одеська область           | Одеса                            | Президент Петро Порошенко провів нараду з керівництвом області, взяв участь у відкритті Центру адміністративних послуг міста та нового корпусу Міської інфекційної лікарні. |
| 16 жовтня    | Миколаївська область      | Миколаїв                         | Президент Петро Порошенко відвідав науково-виробничий комплекс «Зоря — Машпроект» та суднобудівно-судноремонтний завод «Нібулон». |
| 21 жовтня    | Івано-Франківська область | Івано-Франківськ, Ямниця, Яремче | Президент Петро Порошенко проінспектував хід ремонту траси Мукачеве — Львів, відвідав Івано-Франківський національний технічний університет нафти і газу та завод «Івано-Франківськцемент», поклав квіти у Меморіальному сквері до пам'ятника Герою Небесної сотні Роману Гурику та місця поховання військових, що загинули на Донбасі. |
| 28—29 жовтня | Туркменістан              | Ашгабат                          | Президент Петро Порошенко зустрівся з Президентом Туркменістану Гурбангули Бердимухамедовим, поклав квіти до Монумента Незалежності Туркменістану та пам'ятника Тарасу Шевченку в Ашгабаті, зустрівся з представниками української діаспори.                                                                                            |

## Листопад
| Дата            | Країна чи область України | Місце               | Деталі |
| --------------- | ------------------------- | ------------------- | --- |
| 14 листопада    | Львівська область         | Львів, Великі Мости | Президент Петро Порошенко провів зустріч з Президентом Словенії Борутом Пахором, після чого обидва президента відвідали перший матч плей-оф до Євро-2016. Також Президент взяв участь у церемонії передачі Збройним силам американських радіолокаційних станцій та відвідав Кінологічний навчальний центр Державної прикордонної служби України. |
| 26—27 листопада | Нідерланди                | Гаага, Лейден       | Президент Петро Порошенко провів зустріч з Прем'єр-міністром Марком Рютте, Королем Нідерландів Віллемом-Олександром, лідерами палат Парламенту, виступив з лекцією у Лейденському університеті. |
| 29—30 листопада | Франція                   | Ле-Бурже, Париж     | Президент Петро Порошенко взяв участь у Конференції ООН з проблем глобальних змін клімату, де виступив з промовою та зустрівся з багатьма світовими лідерами, зокрема з Прем'єр-міністром Канади Джастіном Трюдо, Федеральним канцлером Німеччини Ангелою Меркель, Президентом Туреччини Таїпом Ердоганом, Головою Європейської ради Дональдом Туском, Президентом Європейської комісії Жаном-Клодом Юнкером тощо. Також Порошенко вшанував пам'ять жертв терористичних атак, поклавши квіти біля театру Батаклан. |

## Грудень
| Дата         | Країна чи область України | Місце               | Деталі |
| ------------ | ------------------------- | ------------------- | --- |
| 2 грудня     | Литва                     | Вільнюс             | Президент Петро Поршенко зустрівся з Президентом Литви Далею Грибаускайте, Прем'єр-міністром Альгірдасом Буткявічюсом, Головою Сейму Лоретою Граужинєнє, взяв участь у засіданні Ради Президентів України і Литви, виступив на українсько-литовському бізнес-форумі та зустрівся з представниками української діаспори.     |
| 5 грудня     | Київська область          | Васильків           | Президент Петро Порошенко вручив ордери на нові квартири родинам військових з нагоди Дня Збройних сил України. |
| 16—17 грудня | Бельгія                   | Брюссель            | Президент Петро Порошенко взяв участь у зустрічі з Президентом Європейської комісії Жаном-Клодом Юнкером та Головою Європейської ради Дональдом Туском, зустрівся з Генеральним секретарем НАТО Єнсом Столтенбергом та Головнокомандувачем сил НАТО у Європі Філіпом Брідлавом.                                             |
| 21 грудня    | Рівненська область        | Кузнецовськ         | Президент Петро Порошенко взяв участь у введенні в експлуатацію нової ЛЕП на Рівненській АЕС. |
| 22—23 грудня | Ізраїль                   | Єрусалим, Рамат-Ґан | Президент Петро Порошенко зустрівся з Президентом Ізраїлю Реувеном Рівліном, Прем'єр-міністром Біньяміном Нетаньягу, Спікером Кнесту Юлієм Едельштейном, Патріархом Єрусалимським Феофілом. Також Порошенко виступив з промовою в Кнесеті, відвідав українську волонтерку Яну Зінкевич та Меморіальний комплекс «Яд Вашем». |
| 30 грудня    | Луганська область         | Сєверодонецьк       | Президент Петро Порошенко відвідав військових, що несуть службу в зоні АТО. |
| 30 грудня    | Харківська область        | Харків              | Президент Петро Порошенко відвідав Національну академію Національної гвардії України, де зустрівся з курсантами і викладачами та представив новопризначеного командувача Національної гвардії України Юрія Аллерова. |